# SBB (Amiga)
SBB (tzw. Amiga od nazwy wytwórni płytowej) – studyjny album grupy SBB, wydany w 1978 roku przez wschodnioniemiecką wytwórnię Amiga.

## Lista utworów
Źródło:
Strona A
1. "Tanzbär" (muz. J. Skrzek) - 3:09
2. "Magische Blaue Stunde" (muz. J. Skrzek) - 3:07
3. "Hektik" (muz. J. Skrzek) - 3:08
4. "2:10" (muz. J. Skrzek) - 2:08
5. "Ouzo" (muz. J. Skrzek) - 4:58
6. "Unterbrochene Erotik" (muz. J. Skrzek, sł. J. Matej) - 2:54

Strona B
1. "Kala" (muz. J. Skrzek) - 3:33
2. "Tumba" (muz. J. Skrzek) - 3:49
3. "Mutraczka" (muz. J. Skrzek) - 4:26
4. "Nr. 7" (muz. J. Skrzek) - 5:05
5. "I Wonder Why" (muz. J. Skrzek, sł. P. Brodowski) - 4:40

Bonusowe utwory dodane do wydania Metal Mind (2005)
1. "Nervoser Nikolaus" (muz. J. Skrzek) - 5:15
2. "Tom Cat" (muz. J. Piotrowski) - 3:07
3. "Gonitwa" (muz. J. Piotrowski) - 2:33
4. "Beci" (muz. A. Anthimos) - 3:33
5. "Profesor Moog" (muz. A. Anthimos) - 3:18
6. "Balon guma" (muz. J. Skrzek) - 5:38
7. "Maskarada" (muz. J. Skrzek) - 4:11
8. "Podróż" (muz. J. Skrzek, A. Anthimos, J. Piotrowski) - 6:40
9. "Trema" (muz. J. Skrzek) - 3:19

## Skład
- Józef Skrzek – śpiew, syntezator, instrumenty klawiszowe, instrumenty perkusyjne
- Apostolis Anthimos – gitary, instrumenty perkusyjne, śpiew
- Jerzy Piotrowski – perkusja, instrumenty perkusyjne, śpiew